# Ryūtsū-Kagaku-Universität
Koordinaten: 34° 41′ 12,9″ N, 135° 3′ 26,5″ O

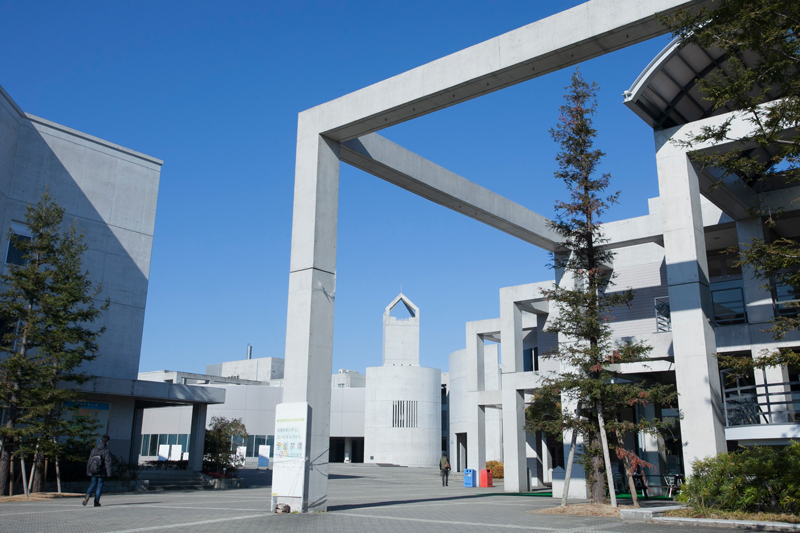
Haupteingang der UMDS (2018)

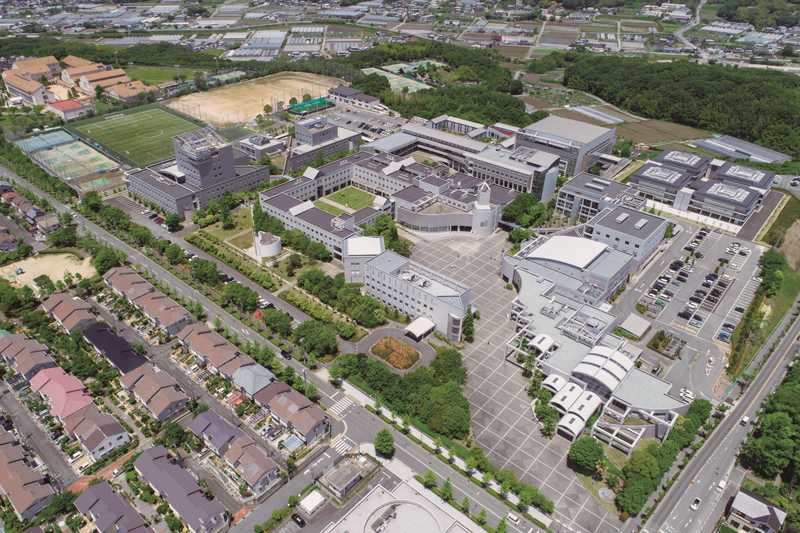
Luftbild (2018)

Die Ryūtsū-Kagaku-Universität (jap. 流通科学大学, Ryūtsū kagaku daigaku, wörtlich „Universität für Wissenschaft der Distributionslogistik“; engl. University of Marketing and Distribution Sciences, kurz: UMDS) ist eine private Universität in Nishi-ku, Kōbe in der Präfektur Hyōgo (Japan).
Die Universität wurde 1988 vom Unternehmer Isao Nakauchi (Gründer vom Supermarkt Daiei) gegründet. Er gründete sie, denn es hatte keine in die wissenschaftliche Distributionslogistik gerichtete Universität in Japan gegeben. Sie begann mit einer Fakultät – Fakultät für Handelsbetriebslehre. Sie fügte Fakultäten zu: Informatik (1992), Service Industries (2001) und Policy Studies (2011). 2015 wurden die Fakultäten reorganisiert.

## Fakultäten
- Fakultät für Handelsbetriebslehre
- Fakultät für Volkswirtschaftslehre
- Fakultät für Human- und Sozialwissenschaften